# 1520.
◄ | 15. stoljeće | 16. stoljeće | 17. stoljeće | ►
◄ | 1490-ih | 1500-ih | 1510-ih | 1520-ih | 1530-ih | 1540-ih | 1550-ih | ►
◄◄ | ◄ | 1517. | 1518. | 1519. | 1520. | 1521. | 1522. | 1523. | ► | ►►
Arhitektura • Astronomija • Glazba • Kazalište • Kiparstvo • Knjige • Književnost • Kršćanstvo • Medicina • Politika • Pravo • Promet • Slikarstvo • Znanost

## Rođenja
- 3. ožujka – Matija Vlačić Ilirik, protestantski teolog, povjesničar i filolog († 1575.)

## Smrti
- 20. svibnja – Petar Berislavić, hrvatski ban.
- 15. rujna – Ilija Crijević, hrvatski latinist (* 1463.)

## Vanjske poveznice
|  | Zajednički poslužitelj ima još gradiva o temi 1520. |